# Scarabaeus cicatricosus
Scarabaeus cicatricosus es una especie de escarabajo del género Scarabaeus, familia Scarabaeidae. Fue descrita científicamente por Lucas en 1846.
Es nativa de la región paleártica. Habita en España, Portugal, Marruecos y Argelia.